# 141496 Bartkevicius
141496 Bartkevicius este un asteroid din centura principală de asteroizi.

## Descriere
141496 Bartkevicius este un asteroid din centura principală de asteroizi. A fost descoperit pe 15 martie 2002 la Moletai de Kazimieras Černis și Justas Zdanavičius. Asteroidul prezintă o orbită caracterizată de o semiaxă mare de 2,46 ua, o excentricitate de 0,12 și o înclinație de 2,2° în raport cu ecliptica.